# Kwanmeh
Das Kwanmeh war eine japanische Masseneinheit (Gewichtsmaß).
- 1 Kwanmeh = 1000 Meh = 10 Fjakmeh/Hiakumeh = 6 ¼ Kin = 3,78 Kilogramm